# Legio III Gallica
La Legio III Gallica (litt : de Gaule)  fut une légion romaine levée par Jules César en 49 ou 48 av. J.-C. lors de la guerre civile qui l’opposait à Pompée le Grand. Le cognomen Gallica indique que les recrues venaient soit du nord de l’Italie (Gallia Cisalpina), soit de Provence (Gallia Transalpina).
Après avoir participé à toutes les grandes batailles livrées par César, la légion fut incorporée, après le meurtre de celui-ci, au sein des troupes de Marc Antoine avec qui elle prit part à la campagne contre les Parthes. Après la défaite de Marc Antoine par Octave lors de la bataille d'Actium (31 av. J.-C.), la légion fut envoyée en Syrie où elle fut stationnée à Émèse. Par la suite, elle fut envoyée en Arménie sous Néron, à nouveau lors d’une campagne contre les Parthes, puis en Mésie inférieure où elle contribua à la défense du limes danubien.
Pendant l’Année des Quatre Empereurs, la légion appuya d’abord Othon puis se rangea du côté de Vespasien après la victoire duquel elle retourna en Syrie, son campement étant situé à Rafanée (Syrie d’aujourd’hui), entre Antioche et Damas.
Sous les Antonins, elle participa à la répression de la révolte de Shimon bar Kokhba, après quoi elle combattit à nouveau les Parthes sous le commandement de Lucius Verus. Après le meurtre des empereurs Commode et Pertinax, elle prit le parti de Pescennius Niger contre Septime Sévère. Celui-ci devenu empereur intégra la légion au sein de ses forces pour réunifier l’armée et celle-ci participa à une nouvelle campagne contre les Parthes. Lors de la division de la Syrie en deux provinces, la Legio III Gallica demeura à Rafanée mais dépendait de Tyr, capitale de la nouvelle province et sa vocation devint plus méditerranéenne qu’orientale. Après le meurtre de Caracalla, la légion donna d’abord refuge au jeune Héliogabale, mais se lassa rapidement de ses excentricités lorsqu’il devint empereur. À la suite d'une révolte, Héliogabale décida de dissoudre la légion qui fut toutefois reconstituée sous le successeur de celui-ci, Sévère Alexandre, et fut alors stationnée à Danaba près de Damas.
Pendant la période dite de l’Anarchie militaire, la légion, si l’on en croit l’Histoire Auguste, aurait pris part à la campagne de Valérien contre les Sassanides. Nombreux furent les légionnaires capturés par les troupes de Shapur Ier et utilisés pour la construction d’une grande digue. Rome n’étant plus en mesure de défendre efficacement ses provinces, deux « Empires », tous deux éphémères se créèrent, l’un en Occident, l’Empire des Gaules, où auraient stationnés quelques régiments de la légion, l’autre en Orient où Odénat et, plus tard, sa femme Zénobie, prirent le commandement des rescapés du désastre de Valérien. Après la reconquête sous Aurélien, la Legio III Gallica aurait participé à la campagne du César Galère sous Dioclétien contre les Perses.
Par la suite, la légion est mentionnée quelques fois, conjointement avec une nouvelle légion, la I Illyricorum et l’un de ses détachements fut envoyé pour protéger la frontière sud de la province. Elle est encore mentionnée vers l’an 400 comme stationnée à Danaba sous les ordres du Dux Phoenicis.
À l’instar des autres légions de César, son emblème était un taureau.

## Histoire de la légion

### Sous les Julio-Claudiens

Les premières batailles auxquelles participera la Legio III Gallica, de janv. 49 à aout 47 av. J.-C.)

En 49 av. J.-C. César était devenu maître de l’Italie, des Gaules et des Espagnes; l’année suivante, en janvier 48 av. J.-C., il fut élu consul et traversa l’Adriatique pendant l’hiver pour surprendre Pompée en Épire. Ce dernier disposait alors de onze légions. C’est pour faire face à ces forces considérables, que César leva la Legio III Gallica qui fit dès lors partie des douze légions qui l’attendirent à Brindisi. Elle fut par la suite de toutes les grandes batailles livrées par César : Dyrrhachium (48 av. J.-C.), Pharsale (48 av. J.-C.) et Munda (45 av. J.-C.). Après l’assassinat de César, en 44 av. J.-C., la légion fut incorporée dans les troupes de Marc Antoine. C’est donc du côté des triumvirs Marc Antoine et Octave que la IIIe légion participa à la bataille de Philippes en octobre 42 av. J.-C. opposant les triumvirs aux assassins de César, Cassius et Brutus. À la suite de cette bataille, les premiers vétérans de la légion reçurent des terres en Italie et s’installèrent à Pérouse (Perugia en Italie). Il semble que ces vétérans aient joué un rôle déterminant dans la guerre qui opposa l’épouse de Marc Antoine, Fulvie, et le frère de ce dernier, Lucius, à Octave qui, resté en Italie, avait reçu mission de distribuer des terres aux vétérans des guerres civiles (Guerre de Pérouse). En 41 av. J.-C., Pérouse fut assiégée par les partisans d’Octave et la ville dut se rendre.
Pendant ce temps, le reste de la légion participait à la campagne de Marc Antoine contre les Parthes (36 av. J.-C.) au sein d’une immense armée composée de seize légions comprenant 160 000 légionnaires, 40 000 auxiliaires et cavaliers. Après une avance rapide jusqu’à la capitale de la Médie, Marc Antoine dut abandonner le siège. Commença alors une longue retraite au cours de laquelle l’armée romaine perdit quelque 20 000 fantassins et 4 000 cavaliers. Il semble que la IIIe légion se soit alors conduite de façon héroïque et que son courage ait permis de sauver le reste de l’armée.

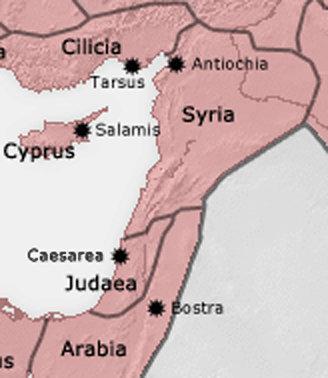
La province de Syrie où fut stationnée la Legio III Gallica à partir de 30 av. J.-C..

Après la défaite finale et le suicide de Marc Antoine à la bataille d’Actium (31 av. J.-C.), la Legio III Gallica fut intégrée dans les forces d’Octave, lequel l’envoya avec la Legio VI Ferrata, la Legio X Fretensis et la Legio XII Fulminata dans la province de Syrie où elle fut stationnée à Émèse (aujourd’hui Homs en Syrie).
Pendant l’hiver 21-20 av. J.-C., Octave devenu Auguste ordonna au futur empereur Tibère de se rendre en Arménie, retombée sous l’influence des Parthes après l’effondrement du système que Marc Antoine avait instauré en Orient. La IIIe légion fit partie des forces de Tibère, mais n’eut pas à combattre, la situation ayant été résolue entretemps par un traité de paix conclu entre Auguste et le souverain parthe Phraatès IV qui redonnait l’avantage aux Romains. Les Parthes acceptèrent alors de restituer les insignes et les prisonniers capturés après la défaite de Crassus lors de la bataille de Carrhes en 53 av. J.-C,.
Il est probable que la Legio III Gallica ait fait partie des trois légions envoyées de Syrie et utilisées par Publius Quinctilius Varus, légat d’Auguste pour la Syrie, en 4 av. J.-C. pour mettre un terme à une révolte en Judée après la mort du roi Hérode le Grand.
Lorsque l’empereur Claude (r. 41-54) décida de fonder la Colonia Claudii Cæsaris à Ptolemais (aujourd’hui Accre en Israël), il y installa des vétérans des quatre légions de la province de Syrie,.
Sous le règne de son successeur, Néron (r. 54-68), la Legio III Gallica participa avec la Legio VI Ferrata et la Legio X Fretensis à la campagne de Cnaeus Domitius Corbulo contre les Parthes afin de reprendre le contrôle de l’Arménie, territoire continuellement disputés par les deux empires. Les villes d’Artaxata et de Tigranocerta furent prises respectivement en 58 et 59 et le roi Tiridate Ier, qui avait été nommé par le souverain parthe fut remplacé par Tigranes VI, qui dut aller à Rome recevoir sa couronne de Néron, l’Arménie devenant un État-client de Rome. La Legio III Gallica devait rester au moins jusqu’en 64 en Arménie où elle fut stationnée au fort de Ziata.
En 66, un détachement de la légion se joignit à l’armée de 30 000 hommes composée de la Legio XII Fulminata, de détachements des trois autres légions stationnées en Syrie et six cohortes d’infanterie auxiliaires plus quatre unités de cavalerie, qui, sous les ordres du légat de Syrie, Caius Cestius Gallus (successeur du gouverneur Corbulon) tentait de mettre fin à la Grande révolte juive. S’il réussit à prendre la ville de Beït-Shéarim où siégeait le sanhédrin, il fut incapable de conquérir le Temple de Jérusalem. Dans sa retraite, il fut écrasé par Eleazar ben Simon et perdit la presque totalité de sa légion, soit à peu près 5 300 légionnaires et 480 cavaliers.
En dépit de cet échec et de la détérioration de la situation, Néron, jugeant sans doute que la pression sur le limes danubien était plus menaçante que la guerre de Judée, décida de transférer la Legio III Gallica vers la Mésie inférieure où elle fut stationnée à Oescus sur le Danube et remplaça la Legio V Macedonia. La légion s’y illustra en défaisant en 68-69 avec l’aide de détachements de la Legio VIII Augusta les Roxolans, une tribu sarmate, qui dévastait la Mésie et avait annihilé deux cohortes romaines. La légion tua quelque 9 000 Roxolans, surchargés par le butin et les bagages,.

### Pendant l’Année des quatre empereurs et sous la dynastie flavienne
Néron devait se suicider en 69. Son trône fut revendiqué par trois concurrents : Galba, Othon et Vitellus. Comme le reste de l’armée du Danube, la Legio III choisit d’appuyer Othon (r. janv-avr. 69) qui avait récompensé Marcus Aponius Saturninus pour sa victoire sur les Roxolans en lui faisant élever une statue triomphale et en accordant aux légats de légion, Fulvius Aurélius, Julianus Titius et Numisius Lupus, les ornements consulaires. La légion, qui avait accompagné Othon en Italie, arriva trop tard pour empêcher celui-ci d’être défait par Vitellus. Elle se rangea alors du côté de Vespasien (r. 69-79), candidat des légions d’Orient occupé à combattre les Juifs. Sous la conduite du légat Gaius Dillius Aponianus (pourtant cousin du commandant de la XXII Primigenia, une des légions les plus fidèles à Vitellus), elle prit part à la bataille de Crémone qui vit le triomphe final de Vespasien et l’avènement des Flaviens. La Legio III Gallica fut la première à entrer dans la ville de Crémone qui fut mise à sac,.
Après la capture de Rome, la Legio III fut envoyée à Capoue, suspecte parce que loyale à Vitellus, pour y passer l’hiver 69/70, après quoi elle put retourner en Syrie d’où venaient la plupart de ses légionnaires et où de nouveaux effectifs s’avéraient nécessaires, les précédents ayant été fortement réduits lors de la guerre en Judée. Elle fut vraisemblablement d’abord stationnée à Samosata, avant d’installer son quartier général à  Rafanée où elle remplaça la Legio VI Ferrata, déplacée en 106 vers Bosra dans le sud de la Syrie,. La localisation stratégique de Rafanée permit à la légion d’être utilisée comme forces de réserve dans presque toutes les opérations militaires du IIe siècle. Elle devait y rester tout au long du IIe siècle.
Vers 75, des détachements des Legio XVI Flavia Firma, de la Legio III Schythica, de la Legio III Gallica et de la Legio VI Ferrata participèrent à des travaux de construction de canaux et de ponts aux alentours d’Antioche.

### Sous les Antonins
Il est probable mais non attesté dans les sources que des détachements de la Legio III Gallica aient pris part aux guerres de Domitien (r. 81-96) et de Trajan (r. 98-117)  en Dacie, puis à la campagne de ce dernier contre les Parthes en 114-117.
La légion participa à la répression contre les Juifs après la révolte de Shimon bar Kokhba. À la suite de la décision de l'empereur Hadrien de rebâtir Jérusalem comme une ville romaine, le leader nationaliste juif prit la tête d’un soulèvement contre les Romains de 132 jusqu'à sa mort en 135. Plusieurs inscriptions romaines rendent hommage à la conduite des légionnaires durant cette guerre au terme de laquelle Jérusalem fut rasée, interdite aux Juifs, et une nouvelle ville romaine, Ælia Capitolina, bâtie sur son site.
Trente ans plus tard, la légion prit part à la campagne de Lucius Verus contre les Parthes (161-166). Le légat de la légion III était alors Avidius Cassius qui prit la tête des opérations militaires, envahit la Médie, s'empara de Séleucie du Tigre, puis de Ctésiphon, la capitale parthe, en 165. Il en fut récompensé l’année suivante en se voyant attribuer le gouvernement de la Syrie et périt en 175 après avoir tenté d’usurper le trône à la suite de la rumeur du décès de l’empereur Marc Aurèle.
Dans cette deuxième moitié du IIe siècle, on retrouve des légionnaires de la IIIe Gallica en différents endroits de la Syrie. Des inscriptions attestent leur présence dans le nord à Cyrrhus (environ 14 km au nord-ouest de Kilis, en Turquie d’aujourd’hui), sur l’Euphrate à l’ouest, dans l’ancien royaume de Julius Marcus Agrippa au sud et dans différentes villes côtières comme Sidon et Aradus (ile de la mer Méditerranée en Syrie d’aujourd’hui). Au cours de cette période, elle reçut les surnoms d’Antoniniana, puis de Felix (litt : l’Heureuse).

### Sous les Sévères
L’année 193 est aussi appelée « Deuxième année des quatre empereurs » : après l’assassinat de Commode (r. 180-192), Publius Helvius Pertinax, ancien gouverneur de Syrie, s’empara du pouvoir. Il ne régna que de janvier à mars 193 avant d’être à son tour assassiné et remplacé par Didius Julianus, choisi par la garde prétorienne, qui régna de mars à juin de la même année. Se rebellant contre le choix de la garde prétorienne, les légions de Syrie acclamèrent empereur Pescennius Niger, celles d’Occident Clodius Albinus et celles du Danube Lucius Septimus Severus (Septime Sévère) (r. 193-211). La Legio III Gallica choisit d’appuyer Pescennius Niger, mais celui-ci fut défait par Septime Sévère en 194.
Dès son arrivée au pouvoir, Septime Sévère partit en guerre contre l’Empire parthe, campagne à laquelle participa la IIIe Gallica. Devant appuyer son pouvoir sur l’armée contre le Sénat, c’était aussi une façon pour le nouvel empereur de réintégrer les légions de Pescennius Niger au sein de l’armée romaine. En 195, Nisibis et Édesse en Mésopotamie furent prises. Après un court intervalle au cours duquel il défit Clodius Albinus, Septime Sévère retourna en Orient où, en 197 et 198, il conquit le sud de la Mésopotamie et les villes de Babylone, de Séleucie et la capitale, Ctésiphon. Deux légions, la Legio I Parthica et la Legio III Parthica furent laissées en Mésopotamie, désormais annexée à l’empire, alors que la Syrie était divisée en deux, évitant ainsi de voir une province gouvernée par un légat à la tête de deux légions comme cela avait été le cas avec Pescennius Niger. Rafanée, quartier général de la Legio III Gallica, échut à la nouvelle province de Syrie phénicienne (Syria Phoenicia) dont la capitale était Tyr. Désormais, les contacts entre la IIIe Gallica et les troupes de l’Euphrate s’espaceront, la première se tournant plutôt vers l’espace méditerranéen.
Un détachement de la Legio III Gallica fut envoyé à partir de 198 et pour une longue période dans la province de Maurétanie césarienne (l’Algérie d’aujourd’hui) et fut stationnée au camp de Castellum Dimmidi où certains vétérans s’installèrent après avoir été démobilisés.

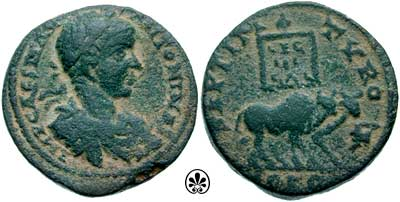
Monnaie d’Héliogabal en 218, portant mention de la légion III : « IMP CAES M AV ANTONINUS AVG – SEPTIM TYRO COLO, LEG III GAL » et reproduisant l’emblème du taureau.

Après le meurtre de Caracalla (r. 211-217), le préfet du prétoire, Marcus Opellius Macrinus (Macrin) (r. 217-218), chevalier originaire de Maurétanie Césarienne s’empara du trône. Mais Julia Maesa, sœur de l’impératrice Julia Domna chercha à rétablir la dynastie des Sévères. En 218, elle se rendit à Rafanée où la IIIe Gallica était alors commandée par le légat Publius Valerius Comazon. À son instigation, la légion proclama empereur son petit-fils, Varius Avitus Bassianus, mieux connu par la suite sous le nom du dieu qu’il adorait, Héliogabale (r. 218-222) ou Élagabal. Il prit le nom de Marcus Aurelius Antoninus, nom déjà porté par Caracalla que lJulia Domna présentait comme son père. Pris de court, l’empereur Macrin, alors à Antioche, prit la tête de la Legio III Parthica et marcha contre la Legio III Gallica; mais peu avant le combat, la Legio III Parthica changea d’allégeance et le 18 juin 218 Macrin fut défait par le tuteur du jeune Héliogabale. En récompense, Comazon fut nommé préfet du prétoire.
Toutefois, les excès du jeune homme révoltèrent rapidement les légionnaires et en 219, le nouveau légat de la Legio III Gallica, Verus, se proclama empereur de même que Maximus Gellius, légat de la Legio IV Scythica, tous deux en Syrie. Leur révolte fut rapidement maitrisée et Héliogabale décida de dissoudre la légion dont les soldats furent transférés à la Legio III Augusta en Afrique du Nord.
La légion devait toutefois être reconstituée sous le successeur d’Héliogabale, Sévère Alexandre (r. 222-235) et stationnée à Danaba près de Damas d’où elle protégeait la route reliant cette ville à Palmyre,. Elle reçut alors le surnom de Legio III Gallica Severiana Alexandriana. Il est presque certain que la légion prit part aux campagnes de cet empereur contre les Sassanides de 231 à 233, puis à celle de son successeur, Gordien III (r. 238-244), campagnes qui se termineront après la mort de Gordien III par un traité entre son successeur, Philippe l’Arabe (r. 244-249) et Shapur Ier.

### Pendant l’Anarchie militaire
Pour un article plus général, voir Anarchie militaire.
Au milieu du IIIe siècle, le commandant de la légion était Publius Licinius Valerianus, le futur empereur Valérien (r. 253-260). Selon l’Histoire Auguste, source assez peu fiable datant de la fin du IVe siècle, la légion aurait pris part sous son commandement à la guerre de Trajan Dèce (r. 249-251) contre les Goths; celui-ci aurait transmis son commandement au futur empereur Aurélien lorsqu’il devint empereur. Il est toutefois vraisemblable que la légion ait pris part à la campagne de Valérien devenu empereur contre les Sassanides lesquels s’étaient emparés de Satala (Arménie mineure) où était stationnée la Legio XV Apollinaris. Valérien était sur le point de réussir lorsqu’il fut fait prisonnier avec une bonne partie de ses légionnaires; ceux-ci durent participer à la construction de la digue que l’on peut voir encore aujourd’hui sur le fleuve Kharun près de la nouvelle capitale perse de Gundishapur (près de Suse, en Iran moderne).
C’est également l’époque où, en Gaule, Postumus (? - 269), devant l’incapacité de Rome de défendre les régions éloignées de l’empire, décida de créer un empire gaulois indépendant. Des pièces de monnaie émises par Victorin (usurpateur 267-268 ou 271) attestent la présence d’au moins un contingent de la légion dans l’Empire des Gaules à cette époque.

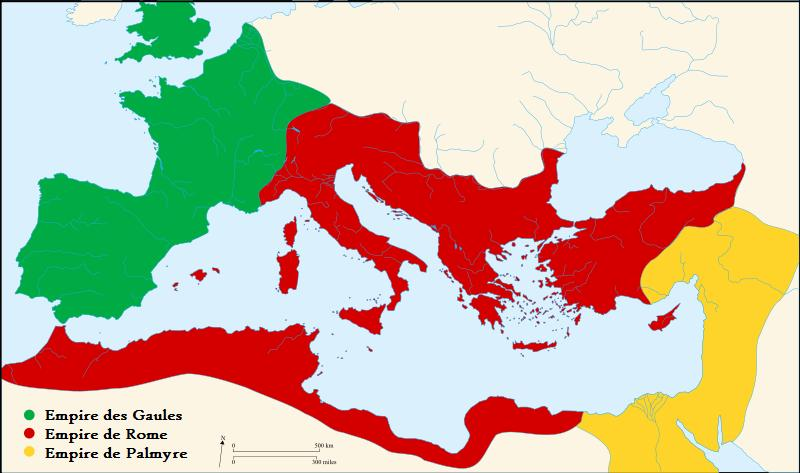
L’éphémère Empire de Palmyre (en jaune)et celui des Gaules (en vert) vers 270.

En Orient, Septimius Odaenathus (Odénat), d’origine nabatéenne ayant le statut de sénateur, tenta après la défaite de Valérien de libérer l’empereur, mais sans succès. Il parvint toutefois à réprimer les tentatives d’usurpation de Macrien le Jeune et de Quietus, les deux fils de Macrien que ses soldats voulaient proclamer empereur ainsi que celle de Ballista, préfet du Prétoire. En reconnaissance, il fut nommé par Gallien (r. 253-268) « protecteur de tout l’Orient » et reçut le commandement de ce qui restait des onze légions romaines de cette partie de l’Empire et de toutes les forces disponibles. Après son assassinat en 267, son épouse Zénobie, avec Waballath deuxième fils d’Odénat, prit le contrôle des armées, créa l’éphémère Empire de Palmyre et rompit avec Rome en 271. La situation perdura jusqu’à ce que le successeur de Gallien, Aurélien (r. 270-275) mène campagne contre eux de 271 à 273 en Syrie et en Égypte, les batte à Antioche et à Emèse. Palmyre fut alors mise à sac; Zénobie et son fils capturés. La Legio III Gallica aurait pris part au sac de Palmyre.
Sous le règne de Dioclétien (r. 284-305), le César Galère (César 293; règne seul 305; meurt 311), après une défaite en Osroène, remporta une victoire écrasante sur les Perses en 298 : la frontière de l’empire fut alors repoussée au-delà du Tigre par l’annexion de cinq provinces dites « transtigritanes » et par la construction d’un limes doté de fortifications contrôlant les routes du désert de Syrie. La Legio III Gallica a certainement pris part à cette campagne, mais nous n’avons pas d’information sur la nature de sa participation.

### Antiquité tardive
Avec le tournant du siècle, on retrouve la Legio III Gallica mentionnée en même temps qu’une nouvelle légion, servant également dans le sud de la Syrie, la Legio I Illyricorum sur laquelle il ne semble y avoir aucun renseignement. Un détachement formé de ces deux légions fut envoyé en 315/316 en Égypte où elle fut postée à Syène sur la frontière sud de l’empire en 323.
Selon la Selon la Notitia Dignitatum, recension rédigée vers 400, la Legio Tertia Gallica aurait toujours été en poste à Danaba et était sous les ordres du Dux Phoenicis.